# Cipher block chaining
Cipher block chaining, förkortat CBC, är en metod att öka säkerheten hos blockchiffer. Metoden fungerar så att den data som skickas till krypteringsalgoritmen är resultatet av en xor-operation mellan klartexten i det aktuella blocket och det föregående blockets chiffertext. I första steget då det inte finns någon chiffertext att använda används en initieringsvektor.